# Чемпионат мира по бейсболу среди женщин
Чемпионат мира по бейсболу среди женщин — международный турнир по бейсболу, проводимый раз в 2 года под эгидой ИБАФ. Является самым престижным турниром для женских национальных сборных по данному виду спорта.
С 1938 года проводится аналогичный турнир для мужчин.

## Призёры чемпионатов мира
| Год  | Организатор                 | Команд | Золото                                                                                                 | Серебро                                                                                                | Бронза                                                                                                 |
| ---- | --------------------------- | ------ | --- | --- | --- |
| 2004 | Канада Эдмонтон             | 5      | США | Япония                                                                                                 | Канада                                                                                                 |
| 2006 | Тайвань Тайбэй              | 7      | США | Япония                                                                                                 | Канада                                                                                                 |
| 2008 | Япония Мацуяма              | 8      | Япония                                                                                                 | Канада                                                                                                 | США |
| 2010 | Венесуэла Каракас и Маракай | 11     | Япония                                                                                                 | Австралия                                                                                              | США |
| 2012 | Канада Эдмонтон             | 8      | Япония                                                                                                 | США | Канада                                                                                                 |
| 2014 | Япония Миядзаки             | 8      | Япония                                                                                                 | США | Австралия                                                                                              |
| 2016 | Южная Корея Пусан           | 12     | Япония                                                                                                 | Канада                                                                                                 | Венесуэла                                                                                              |
| 2018 | США Флорида                 | 12     | Япония                                                                                                 | Китайский Тайбэй                                                                                       | Канада                                                                                                 |
| 2021 | Мексика Флорида             | 12     | Первоначально мероприятие планировалось провести в 2020 году, но было отменено из-за пандемии COVID-19 | Первоначально мероприятие планировалось провести в 2020 году, но было отменено из-за пандемии COVID-19 | Первоначально мероприятие планировалось провести в 2020 году, но было отменено из-за пандемии COVID-19 |
| 2024 | Канада Тандер-Бей           | 12     | Япония                                                                                                 | США | Канада                                                                                                 |